# 陸奥大内氏
陸奥大内氏（むつおおうちし）は、陸奥国安達郡東部（現福島県二本松市東部）を統治していた国衆。居城は塩松城（宮森城）、小浜城。菩提寺は宝林寺（宮城県登米市東和町）。

## 出自
家譜では多々良氏大内氏流を称しているようだが、菊池氏の末裔であるといわれている。また一説によると主君である石橋家の庶流であるともいう。

### 参照
1. 1 2  大石 2015, p. 48.
2. ↑  太田 1934, p. 1092.
3. ↑  武家家伝.